# Apolonia Nowak

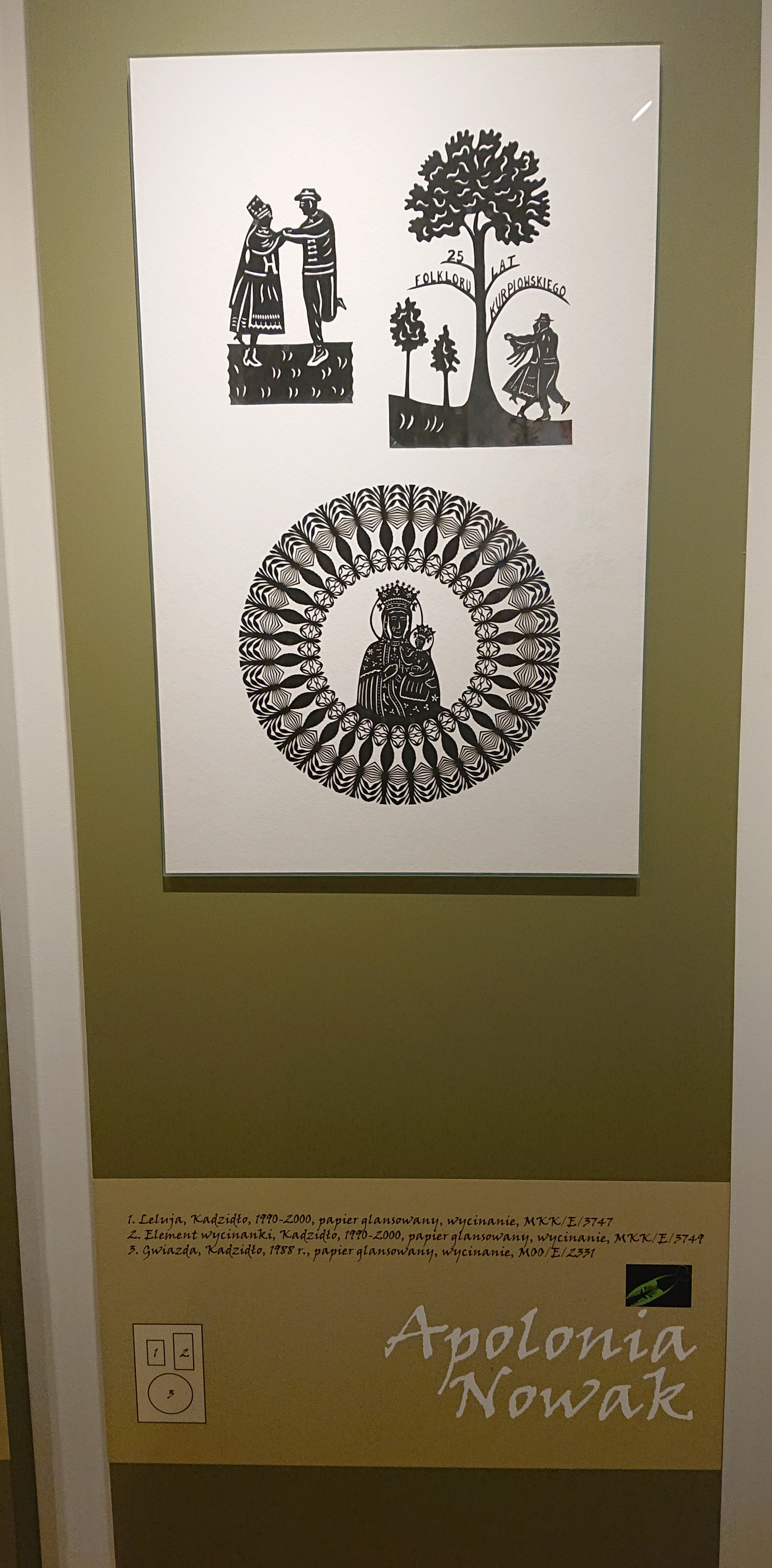
Wycinanki Apolonii Nowak na wystawie w Muzeum Kultury Kurpiowskiej w Ostrołęce

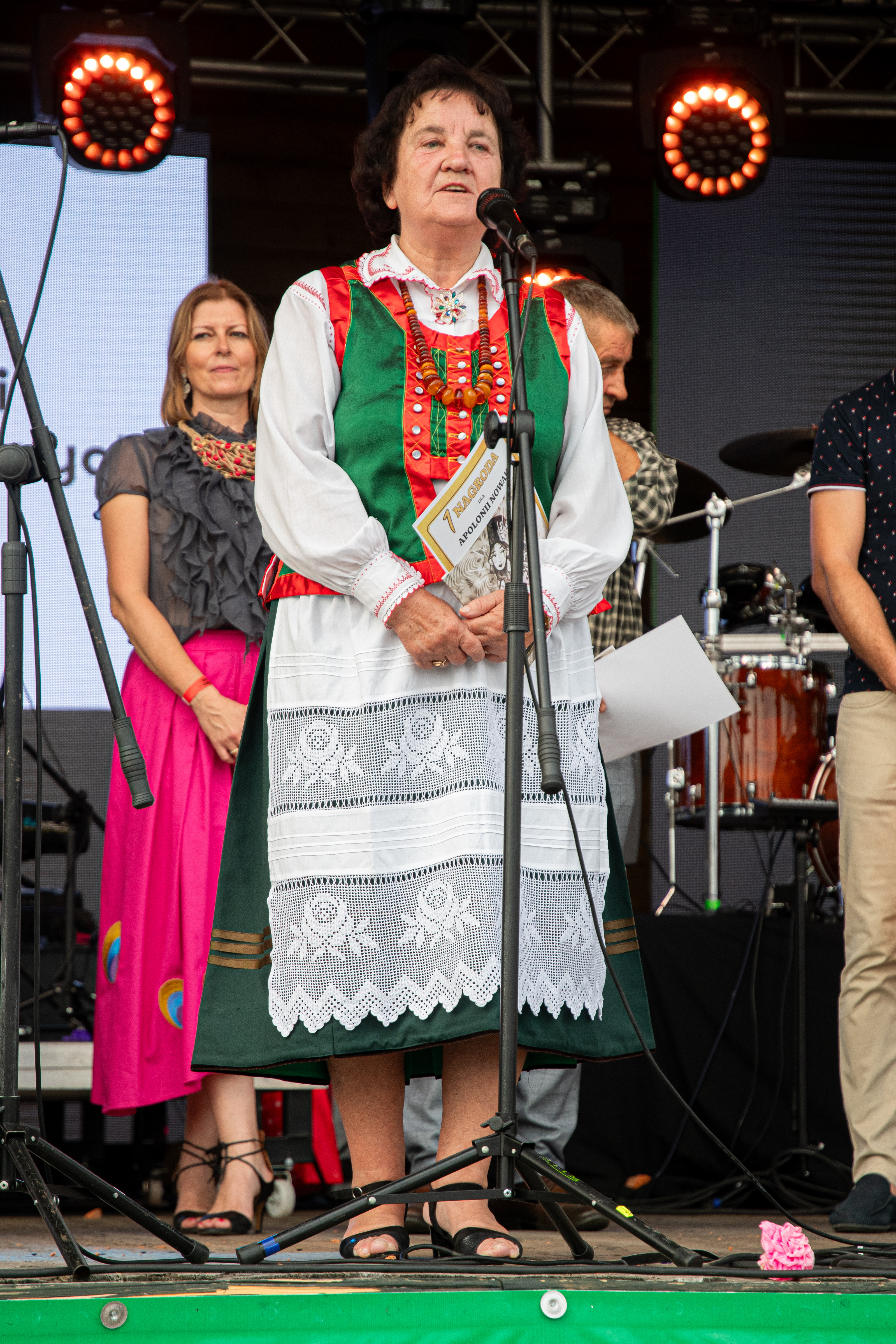
Apolonia Nowak w czasie 46. Miodobrania Kurpiowskiego w Myszyńcu (2023)

Apolonia Nowak (ur. 3 stycznia 1944 w Piaseczni) – polska artystka ludowa z kurpiowskiej Puszczy Zielonej, śpiewaczka i wycinankarka. Obecnie mieszka w Kadzidle.

## Twórczość
Wycinankarstwa nauczyła się podpatrując i pomagając swojej mamie, która opracowywała wzory wycinanek i kwiatów dla spółdzielni PLiA „Kurpianka” w Kadzidle. Później sama pracowała w spółdzielni i tam też należała do zespołu folklorystycznego. Opierając się na tradycyjnych ludowych motywach (m.in. lelujach, gwiazdach), rozpropagowała nową odmianę wycinanki kurpiowskiej. W dużych formatach wycinanek okrągłych (gwiazdach) środkowe pola wypełnia wycinankami ażurowymi przedstawiającymi sceny o tematyce biblijnej, religijnej i historycznej. Swój cykl pasyjny zaprezentowała na wystawach Biblia w sztuce ludowej m.in. w Białymstoku, Ciechanowcu, Sierpcu. Jej prace znajdują się w wielu muzeach, prezentowane były na imprezach folklorystycznych i targach sztuki (Niemcy, Szwecja, Wielka Brytania, Francja, Turcja, Włochy, USA i inne). Wycinanka w formie gwiazdy z Matką Boską w środku trafiła do kolekcji papieża Jana Pawła II. Oprócz wycinanek wykonuje palmy, pisanki, kwiaty z bibuły, bukiety.

## Śpiew
Zaczęła śpiewać w 1960 z zespołem „Kurpianka”. Występowała z nim jako solistka i tancerka na licznych imprezach folklorystycznych w kraju i za granicą (m.in. we Włoszech, Anglii, ZSRR. Niemczech, Szwajcarii, Szwecji). Posiada silny, czysty biały głos, używa techniki śpiewu na tzw. krzyku w rejestrze piersiowym. W jej repertuarze występują tradycyjne pieśni w gwarze kurpiowskiej: rzewne „leśne”, weselne oraz kolędy. Od 1992 roku współpracuje z zespołem Ars Nova. Lider zespołu Jacek Urbaniak usłyszał ją na koncercie dla młodzieży w Filharmonii Narodowej w Warszawie. Zwrócił uwagę na jej solowy śpiew, barwę i potęgę głosu oraz wyważony sposób zachowania się na scenie. We współpracy z zespołem powstała w 1996 płyta Zaświeć niesiądzu (zarejestrowana w akustyce kościoła gotyckiego Najświętszej Maryi Panny w Warszawie), płyta Anatomia kobyły (pieśni ludowe o koniach, 2002) oraz nagrania dla Polskiego Radia i 2 Programu TVP. Od 2005 współpracuje z zespołem Swoją Drogą Trio. Artystka wystąpiła również w singlu Wracam zespołu Sorry Boys, wyśpiewując na samym początku słowa „O drogę nie pytam / nie pytam nikogo / bo ja drogę lubię / długą, długą / bo ja wolę ufać / własnym nogom”, otwierające utwór.
Wciąż śpiewa w zespole „Kurpianka” działającym obecnie przy ośrodku kultury w Kadzidle, a także w chórze parafialnym. Występowała także dla Jana Pawła II.

## Nagrody
Apolonia Nowak jest laureatką kilkuset nagród i wyróżnień, z których ważniejsze to:
- I nagroda w Wielkim Festiwalu Muzyki, Pieśni i Tańca z okazji Tysiąclecia Państwa Polskiego (1961)
- Nagroda Ministra Kultury i Sztuki (1987);
- „Złota Baszta” na Ogólnopolskim Festiwalu Kapel i Śpiewaków Ludowych w Kazimierzu Dolnym (1990)
- Nagroda im. Oskara Kolberga „W uznaniu zasług dla kultury ludowej” (1992)
- „Brzozowy Niedźwiedź” w konkursie nagrań radiowych muzyki ludowej w Szanghaju (1995)
- Nagroda Polskiego Radia za nagrania pieśni kurpiowskich dla Radiowego Centrum Kultury Ludowej w Warszawie (1996)
- Odznaka Ministerstwa Kultury i Sztuki Zasłużony Działacz Kultury (1997)
- Złoty Krzyż Zasługi (2000)
- I miejsce w kat. śpiewu solowego w XXXV Ogólnopolskim Konkursie Gawędziarzy, Instrumentalistów, Śpiewaków Ludowych „Sabałowe Bajanie” w Bukowinie Tatrzańskiej (2001)
- Medal Pamiątkowy „Pro Masovia”[2]
- Srebrny Medal „Zasłużony Kulturze Gloria Artis” (2012)[3]

## Dyskografia
- Ars Nova, Zaświeć niesiądzu – pieśni kurpiowskie Apolonii Nowak (z Apolonią Nowak) CD, MC, Dux 1996
- Warszawski Chór Kameralny, Nie mój ogródusek: Pieśni kurpiowskie (z Apolonią Nowak, Martą Boberską i Krzysztofem Kurem) CD, Dux 1998
- Ars Nova, Romantyczność. Adam Mickiewicz i muzyka (z Joanną Kasperek, Marią Krupowies i Apolonią Nowak) CD, Dux 1998
- Ars Nova, Anatomia kobyły. Kurpiowskie i mazowieckie piosenki ludowe na dawnych instrumentach (z Apolonią Nowak i Pawłem Majewskim) CD, Travers 2002
- Pola – Apolonia Nowak & Swoją Drogą Trio, CD, Folkers / Muzeum Kultury Kurpiowskiej, 2009